# Clostridium cellobioparum
Clostridium cellobioparum è una specie di batterio appartenente alla famiglia delle Clostridiaceae.